# Abbaye Notre-Dame de Tart
L’abbaye Notre-Dame de Tart ou abbaye de Tard, située dans l'ancienne commune de Tart-l'Abbaye en Bourgogne, sur la rivière l'Ouche, à proximité de la commune de Genlis en Côte-d'Or, constitua la première maison féminine de l'ordre cistercien. Lors d'une réforme de l'ordre en 1623, la communauté des bernardines fut déplacée de Tart à un couvent de la rue Sainte-Anne à Dijon en Côte d'Or. Il ne reste aujourd'hui à Tart que quelques ruines de ce qui fut l'abbaye mère des bernardines fondée en 1132. Le couvent rue Sainte-Anne à Dijon abrite quant à lui le musée de la vie bourguignonne Perrin de Puycousin et l'église du monastère abrite le musée d'Art sacré de Dijon.

## La fondation

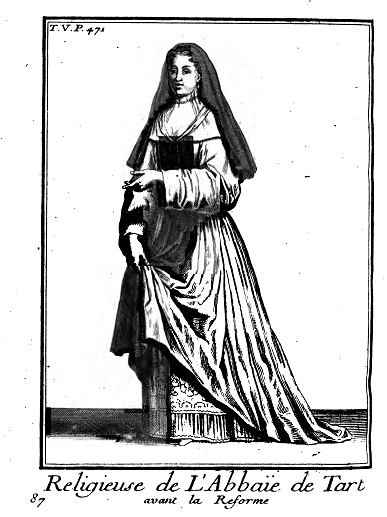
Tiré de : Histoire des ordres religieux et militaires par le Révérend Pierre Hélyot. T. V., 1792.

La première trace écrite parvenue jusqu'à nous qui porte mention de l'abbaye de Tart, première maison féminine de l'ordre de Cîteaux, est l'acte de fondation daté de 1132, ou même plus tôt ,.
Cet acte mentionne que Arnoul Cornu, seigneur de Tart-le-Haut et vassal des sires de Vergy ainsi que sa femme Émeline, font don du lieu de Tart, des dîmes de Rouvres, de celles de Tart-la-Ville et de la grange Marmot à l'abbaye. Il porte également la mention de trois donations antérieures au 10 octobre 1125, date de la démission de l'évêque de Langres Joceran de Brancion.

Carte des abbayes cisterciennes en Bourgogne – par définition moderne. En Moyen Âge Sens était en Champagne, et son archidiocèse comprenait l'Île-de-France, mais aussi la diocèse d'Auxerre.

Cet acte constitue l'aboutissement d'une série d'accords conclus entre les évêques de Langres, Joceran de Brancion et Vilain d'Aigremont, la famille du duc Hugues II de Bourgogne, le chapitre de la cathédrale de Langres, le seigneur de Vergy et Étienne Harding, troisième abbé de Cîteaux, les grands personnages de l'époque. Le fait que l'abbesse et la prieure apparaissent dans l'acte comme témoins porte les historiens à penser que la communauté religieuse a dû se constituer avant la signature de l'acte. C'est donc probablement entre 1120 et 1125 que l'abbaye s'est progressivement créée. Elle est achevée sous Vilain d'Aigremont, évêque de Langres.
Peut-être élue par ses sœurs ou plus probablement désignée par Étienne Harding, Élisabeth de Vergy, veuve d'Humbert de Mailly, seigneur de Fauverney,, fille de Savary de Donzy, comte de Chalon-sur-Saône, de la puissante maison de Vergy, et d'Élisabeth de Vergy, grande bienfaitrice de Cîteaux, fut la première abbesse de Tart. Arrivée de l'abbaye de Jully-les-Nonnains où elle fit son noviciat avec la prieure Marie, elle resta à la tête du monastère de Tart durant quarante ans.
Le pape Eugène III met l'abbaye sous sa protection par une bulle en l'an 1147 qui sera confirmée par ses successeurs.

## La constitution du domaine
Même si Claude Chapuis relève « que les donateurs habituels des ordres religieux ne se pressèrent pas » et que Jean-François Bazin, remarquant que les gens d'Église comptèrent très peu parmi les bienfaiteurs, apporta ce commentaire : « est-ce à dire qu'ils [les gens du peuple et les gens d'Église] considéraient les prières des femmes comme moins efficaces que celles des hommes pour parvenir à la félicité éternelle ? », la famille ducale et quelques autres généreux donateurs apportèrent un soutien qui permit à l'abbaye de se constituer un domaine composé principalement en terres et vignes, qui lui donna l'assise matérielle suffisante pour assurer sa pérennité dès sa fondation.
En bonnes administratrices, et dans le but d'être détentrices d'un patrimoine leur permettant de vivre en autarcie, les « Dames de Tart » agrandirent leur domaine quand l'occasion d'acquérir terres, prés, bois, vignobles se présentait. Parmi les acquisitions et échanges qu'elles réalisent se trouve en 1141 le Clos-de-tart, un domaine viticole à l’époque d'une superficie de cinq hectares de vignes sur la Côte et alors propriété des Hospitaliers de Brochon. Des vignobles situés à Beaune, Chambolle, Morey, Chézeaux, Vosne-romanée figuraient aussi parmi leurs propriétés.
Pour une partie, le produit de leurs vignes était destiné à la consommation des moniales, l'autre partie était réservée à la vente. Leur vin, « du vin blanc, pour l'essentiel, acide et vert, faible en degré alcoolique, aidant à la digestion des viandes rôties et faisandées consommées alors par les riches. Ces vins qui ne titraient sans doute pas plus de 6° ou 7° ne se conservaient pas longtemps et voyageaient difficilement ». La ressource du vin de la Côte, celles des légumes, des céréales, du lait, de la viande provenant de leurs propriétés de la région de Tart, le moulin qu'elles possédaient sur l'Ouche et le sel comtois qu'elles recevaient de Salins donnèrent aux « Dames de Tart » une parfaite autonomie.
À la fin du XIIIe siècle, époque où les dons se firent plus rares et finalement se tarirent, et sans avoir fait preuve d'avidité immobilière, les Dames de Tart, en possession d'un vaste patrimoine géré avec sagesse, pouvaient regarder l'avenir avec sérénité. Puis arriva le temps de la guerre de Cent Ans, des Grandes compagnies, et des Écorcheurs. Le lot d'épidémies, de calamités, et de désolations, ouvrit l'ère des difficultés : elles se prolongèrent pendant toute la première moitié du XIVe siècle puis reprirent avec les guerres de Religion.

## La vie spirituelle à l’abbaye

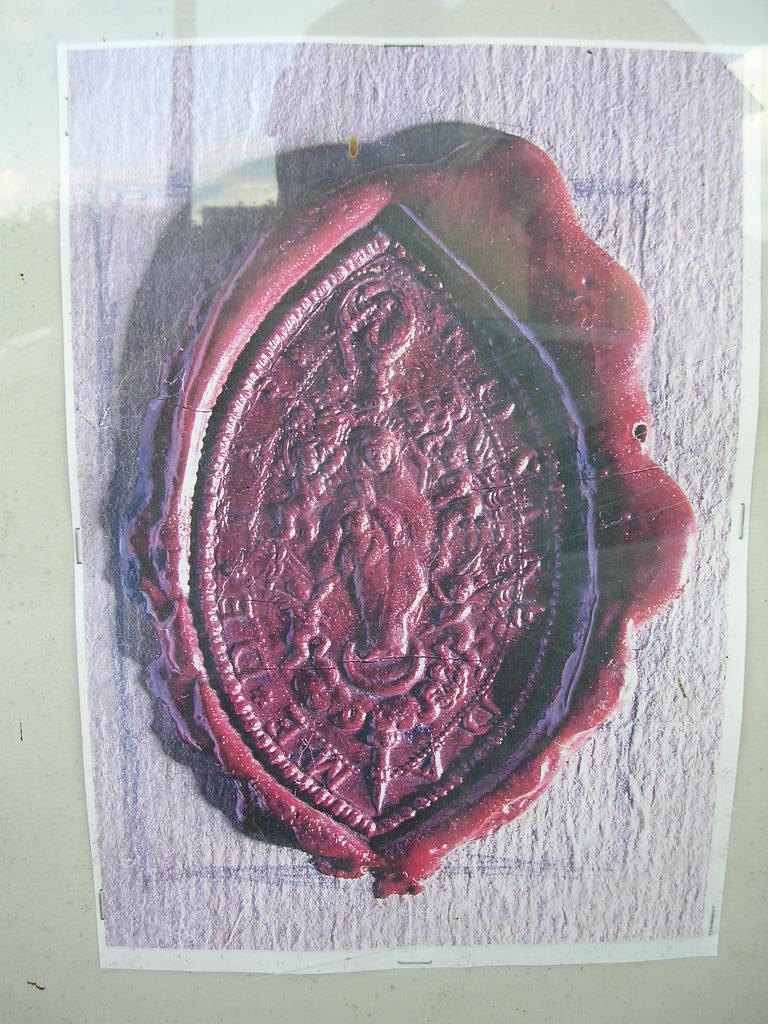
Sceau de l'abbaye de Tart.

La règle de saint Benoît écrite par Benoît de Nursie au VIe siècle, pourtant sévère pour la nature de la femme, était vécue dans sa rigueur. Avec la Charte de charité et d'unanimité (Carta Caritatis), elle régissait la vie religieuse de l'abbaye. Silence, prières, méditations, et travail manuel rythment chaque jour de la vie des moniales. Pour le travail de la terre et du vignoble, trop exigeants pour la condition féminine, les religieuses reçoivent une aide de convers de la maison de Cîteaux. L'aide reçue de la maison mère, trop chichement mesurée, les contraignirent à faire appel aux services d'une main-d’œuvre de journaliers.
Décidée par le pape Boniface VIII, la tutelle de Cîteaux, proche de seulement trois lieues, était très forte. Les deux communautés vivaient sous la direction spirituelle du même abbé. L'abbé de Cîteaux portait la responsabilité de l'observance de la règle et de la vie monastique à l'abbaye de Tart. L'abbesse, à l'époque, n'était pas élue mais nommée par l'abbé de Cîteaux, et ce dernier disposait d'un droit de visite et pouvait la relever de ses fonctions.
La rigueur monastique qui habite les religieuses dans leur vie spirituelle tout au long du premier siècle de sa fondation, contribua au réel prestige moral dont elles bénéficiaient. C'est ainsi que l'abbaye de Tart accèda au rang de maison mère de la branche féminine de l'ordre de Cîteaux et compte dix-huit abbayes filles de Tart.

## Mère de dix-huit monastères
Notre-Dame de Tart  est fille de l'abbaye de Citeaux. Comme celle-ci, elle essaima et ses filles appartiennent de droit à l'administration de Cîteaux. Les abbayes filles sont citées dans la charte de Guy de Paray, abbé de Cîteaux (1194-1200), vers 1196, et dans la bulle d'Innocent III, (Debet praesidium, 12 juin 1200). Sont ainsi fondées :
- En Champagne :
  - Abbaye de Belmont, première fille de Tart dont la fondation intervient vers 1127, peu de temps après la naissance de la maison mère.
  - Abbaye de Belfays[11] fondée vers 1128. En 1393, l'abbaye est supprimée et son patrimoine uni à celui de la puissante abbaye masculine de Morimond.
  - Abbaye Saint-Pierre de Poulangy à Poulangy, fondée en 1149[note 6].
  - Abbaye de Vauxbons[note 7] fondée vers 1181.
  - Abbaye de Benoîtevaux fondée entre 1140 et 1198.
- En Franche-Comté :
  - Abbaye d'Ounans[note 8], fondée avant 1142 et transférée à Dole après 1520.
  - Abbaye de Colonges[note 9] fondée en 1139, fusionnée en 1622 avec Ounans alors transférée à Dole.
  - Abbaye de Corcelles[note 10] fondée vers 1160, fusionnée à Ounans dès 1609.
  - Abbaye de Montarlot[note 11], fondée avant 1174 , supprimée en 1393, et unie au monastère masculin voisin de Bellevaux.
- En Bourgogne :
  - Abbaye du Lieu-Dieu fondée vers 1180.
  - Abbaye de Molaise fondée entre 1168 et 1178.
- Dans les autres provinces :
  - Abbaye de Bussières au diocèse de Bourges[note 12] fondée vers 1159.
  - Abbaye de Montreuil-les-Dames (diocèse de Laon)fondée  en 1136.
  - Abbaye de Fabas en Midi-Pyrénées, diocèse de Toulouse, fondée avant 1150.
  - Abbaye de l'Éclache en Auvergne fondée avant 1159.
  - Abbaye de Rieunette en Languedoc fondée entre 1160 et 1178.
  - Dans les Vosges, Abbaye de l'Étanche, fondée en 1148 par Adélaîde de Lorraine, religieuse à Tart qui demanda à son fils le duc Mathieu Ier, de faire don de ses terres pour y établir ce monastère où elle se retire plus tard pour y vivre en simple moniale.
  - Abbaye de Droiteval fondée entre 1128 et 1140.

Comme l'exige l'organisation de l'ordre, l'abbesse doit visiter, au nom de l'abbé de Cîteaux qui délègue son autorité, les abbayes filles.

## La réforme
La fin du XIIIe siècle ouvre une époque tragique qui se prolonge jusqu'aux guerres de Religion à la fin du XVIe siècle. Cette longue période de troubles, de guerres, de misères et d'excès en tout genre est propice à l'abandon de la discipline, au relâchement et aux abus qui s'installent au sein du monastère.
L'abbaye a donné asile à des filles de familles nobles, des veuves, dont l'esprit très éloigné de la rigueur de la règle fit des religieuses sans vocation. Les moniales se laissent corrompre. « Loin de fuir le commerce des séculiers, les nonnes le recherchèrent. Elles furent si visitées par la suite que l'abbaye n'était plus qu'un chemin passant ou comme une hôtellerie jamais dégarnie de monde. Homme, femme, tout y était reçu sans distinction, la solitude et l'oraison mentale en étaient honnies, on y dansait et on y jouait », s'indigne le père Dom Edme-Bernard Bourée dans sa Vie de Madame de Pourlan.
La vie scandaleuse et dissolue qui y est menée engendre d'inutiles remontrances des évêques et du pape. L'élan de ferveur qui, jusque-là, avait habité les moniales est brisé, le monastère entre en décadence.
Un décret du Concile de Trente réforme les abbayes, insiste sur le rôle de la clôture et invite les religieuses à quitter des campagnes peu sûres pour l'abriter derrière les remparts des villes, et ce sera la proche Dijon. En plus d'un édit royal de 1606, les chapitres généraux de l'ordre de Cîteaux veulent aussi ramener l'ordre à la pureté de la règle primitive et tentent d'organiser la « stricte observance ».Pour l'abbaye de Tart, le mouvement de réforme se met en place et s'accélère sous l'impulsion de trois autorités : monseigneur Sébastien Zamet, évêque de Langres (Dijon ne devenant évêché qu'en 1731 par démembrement du diocèse de Langres), Nicolas Boucherat, l'abbé de Citeaux, et Jeanne-Françoise de Courcelles de Pourlan, abbesse de Tart.

### Jeanne de Courcelles de Pourlan, réformatrice de Tart

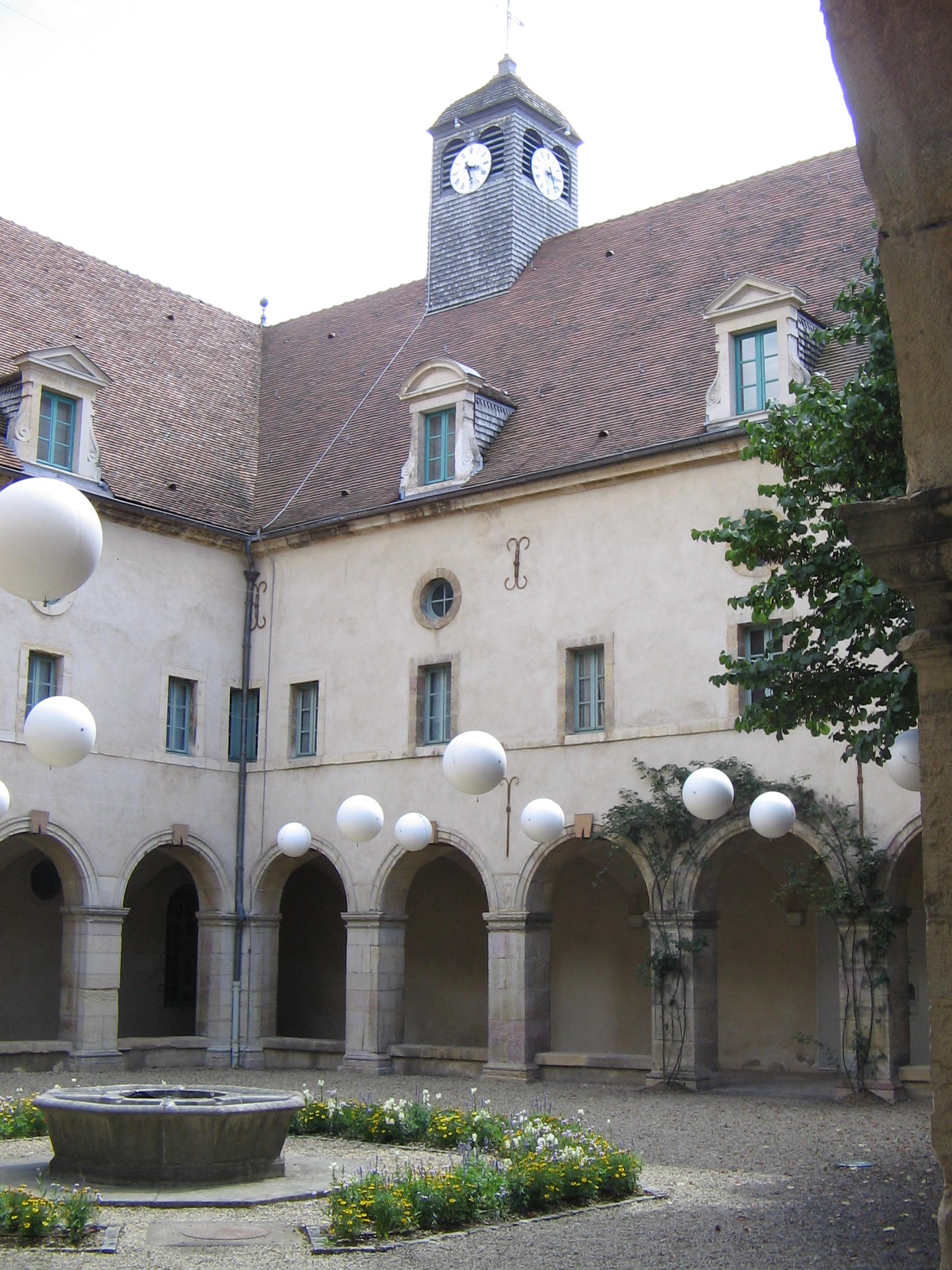
Le cloître du couvent des Bernardines.

Fille du baron de Pourlan, Jeanne-Françoise de Courcelles de Pourlan, née en 1591, entre à l'abbaye de Tart à l'âge de sept ou huit ans pour faire son éducation et la quitte quelque temps après. Attirée par la vie monacale, elle prend l'habit à l'âge de quinze ans. En 1617, une dizaine d'années plus tard, elle retrouve l'abbaye de Tart comme abbesse. Elle sent immédiatement la nécessité de remettre en vigueur la règle de saint Benoît et prend des mesures destinées à resserrer la discipline au sein du monastère. Les moniales, dans leur ensemble, opposent une grande résistance et l'affaire s'avère difficile. Pour ces religieuses, « réforme » signifiait en fait réforme de leur vie, claustration plus étroite, habit conforme à la règle : c'est prendre un état de vie qu'elles n'ont pas choisi lors de leur entrée au couvent et auquel elles répugnent.
Comme d’autres évêques bourguignons, l'évêque de Langres Sébastien Zamet s'est lui aussi consacré à la réforme. Lorsqu'il se rend à Tart en février 1623, l'évêque trouve cinq religieuses et deux novices prêtes à embrasser la réforme à Dijon. Il prépare leur transfert que l'abbé de Cîteaux fait agréer par le Chapitre général. Le transfert des religieuses à Dijon a lieu le 24 mai 1623 ; elles trouvent à s'installer provisoirement et d'une façon fort précaire, à la Visitation, puis rue du Verbois devenue aujourd'hui rue Verrerie.

### Les bernardines à Dijon

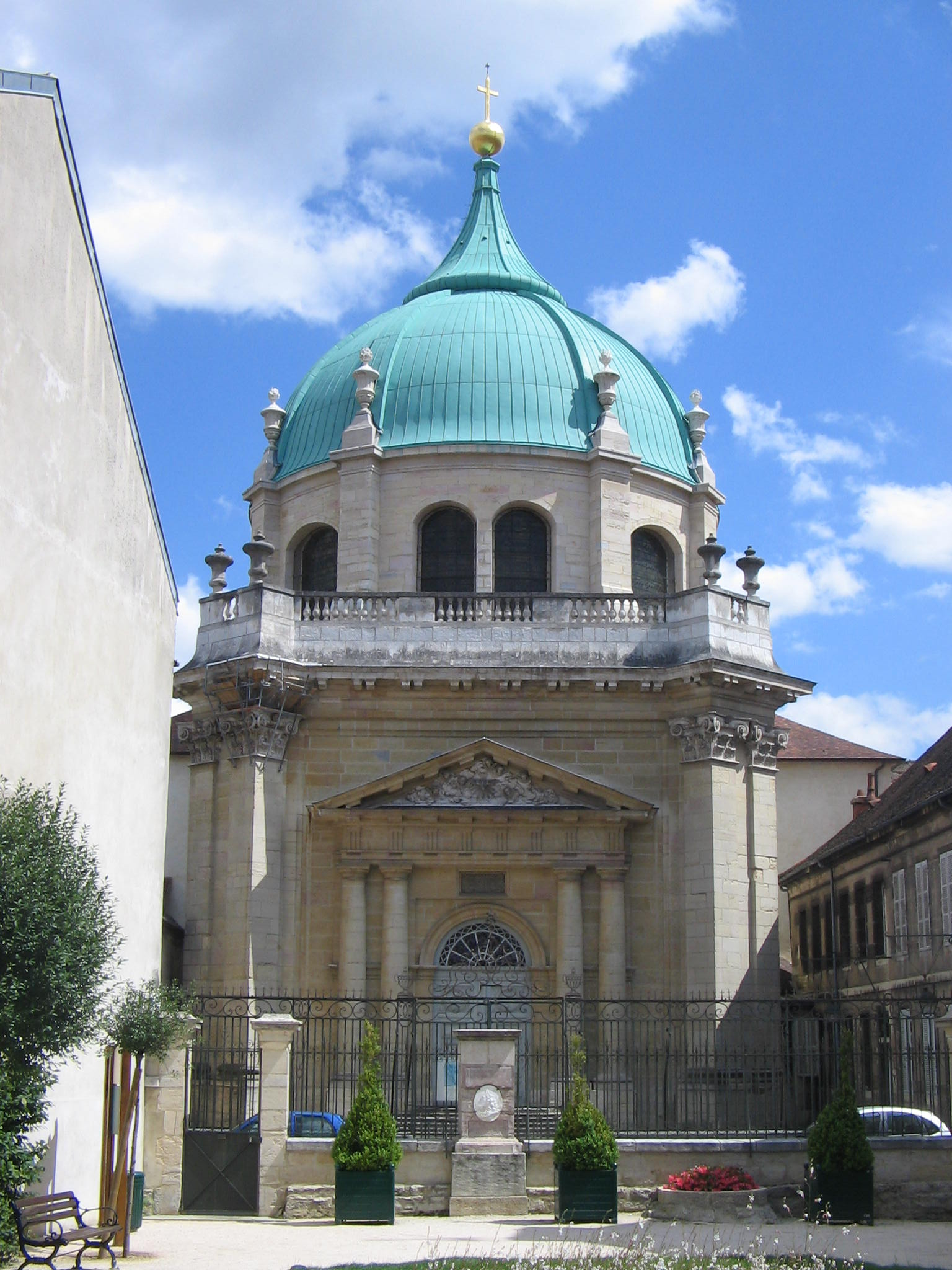
La façade de l'église Sainte-Anne.

Afin de permettre leur installation définitive, entre 1624 et 1632, l'évêque de Langres Sébastien Zamet achète rue des Crais — aujourd'hui rue Sainte-Anne, les parcelles de terrain nécessaires à la construction des bâtiments destinés à abriter les cellules, le réfectoire et la chapelle. En 1636, les troupes de Matthias Gallas lors de leur incursion dévastatrice en Bourgogne pendant la guerre de Trente Ans, mirent à sac l'abbaye de Tart qui fut complètement détruite à l'exception d'une chapelle située au bout du verger du côté d'Orient. Le saccage de l'abbaye de Tart priva pour une longue période les « Dames de Tart » de ressources financières, les obligeant à mettre un point d'arrêt à tout idée d'amélioration de leur installation à Dijon.
Madame de Pourlan, qui a pris le nom de sœur Jeanne de Saint-Joseph, se met sous la juridiction de l'évêque de Langres, dès l'élection de Pierre Nivelle (opposé à la Réforme et successeur de Nicolas Boucherat) comme abbé de Citeaux, décision entérinée par le pape Urbain VIII le 27 mai 1627. Elle fait également modifier la règle de désignation de l'abbesse ; celle-ci est dorénavant élue tous les trois ans par les religieuses.
Sébastien Zamet, qui a contribué à l'établissement des religieuses de l'abbaye de Port-Royal à Paris et leur réforme, nourrit le projet de réunir les abbayes de Tart et Port-Royal afin qu'elles vivent de la même manière et dans la pratique des mêmes constitutions, voué au service du Saint Sacrement. Avec l'abbaye du Lys, ils forment une association et échangent les religieuses. Agnès Arnauld arrive à Dijon en novembre 1629 et la mère Jeanne de Saint-Joseph en part au mois de janvier 1630 pour se rendre à l'abbaye de Port-Royal. Peu de temps après son arrivée au monastère de Port-Royal, Jeanne de Saint-Joseph en est élue prieure et maîtresse des novices. Elle est de retour à Dijon le 8 septembre 1635 où après son élection elle retrouve son titre d'abbesse. Elle meurt à l'âge de 60 ans le 8 mai 1651.
Ce rapprochement possible entre les abbayes de Port-Royal et de Tart est un épisode majeur de la vie du catholicisme français sous le règne de Louis XIII, étant partiellement à l'origine de ce qui deviendra le jansénisme.
L'année 1666, est celle où se concrétise l'acquisition de nouveaux terrains ; cet accroissement leur permet de réunir la propriété en un seul tenant et de compléter l'aménagement du monastère par la création d'un verger de 360 arbres fruitiers, d'un potager et de construire diverses dépendances organisées entre cour et jardin.
Le couvent dijonnais gagne en importance. En 1679, l’abbesse Claire Messie de Saint-Antoine fait construire deux corps de logis rapidement complétés par une troisième aile. Les moniales, qui se recueillent dans une chapelle, nourrissent le projet de construire leur église. Elles demandent à un frère de la congrégation de l'Oratoire, Louis Trestournel, d'en établir les plans.
Le projet retenu est conçu en reprenant les formules baroques italiennes, sur le modèle de l'église du Val-de-Grâce à Paris : la grande nef circulaire est surmontée d'une coupole de trente-huit mètres sous clé. La construction s'étale de 1699 à 1708. En 1710, l'église est consacrée et dédiée à l'Assomption de la Vierge et à saint Étienne Harding, fondateur de cette communauté.

### La fin du couvent dijonnais à la Révolution et ses usages postérieurs

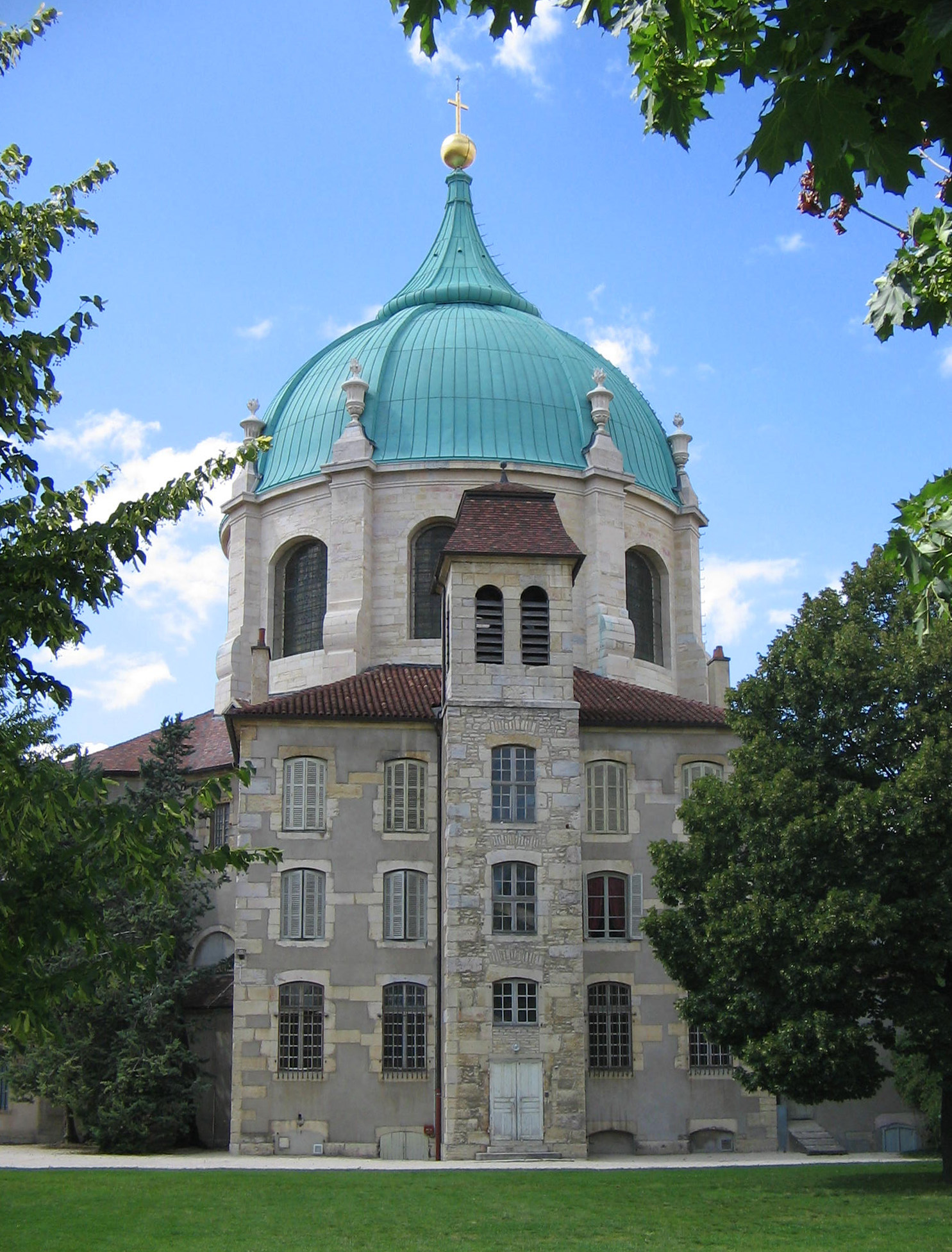
Le chevet de l'église Sainte-Anne.

À la veille de la Révolution française, la communauté manifeste une belle vitalité. Elle compte encore vingt-quatre religieuses y compris les novices, plus trois converses, quatre tourières, une veilleuse, une boulangère et deux filles de cuisine.
Le 2 novembre 1789, les biens des congrégations sont mis à la disposition de la Nation et le 13 février 1790, les ordres à vœux solennels sont supprimés.
Le 12 avril 1791, la municipalité de Dijon fait fermer les portes du couvent. En août 1792, les sœurs sont chassées de leur maison par la force publique. Les révolutionnaires recueillirent 126 000 livres de la vente des biens des bernardines. Le sort des religieuses devient peu enviable ; elles vivent dans le dénuement, avec le souvenir de leur vie cloîtrée et dans le respect des vœux qu'elles ont prononcés. Les plus chanceuses sont hébergées par des parents ou des amis.
Le couvent dijonnais connaît des fortunes diverses. Transformé par la Révolution en dépôt pour tableaux et sculptures enlevés aux autres églises, il deviendra ensuite une caserne pour les prisonniers de guerre puis un temple pour Théophilanthropes qui en firent l'inauguration le 18 février 1798. Il fut finalement acheté le 3 mai 1803 par la ville de Dijon dans le but d'en faire l'hospice Sainte-Anne, un orphelinat pour jeunes filles qui ouvrit ses portes le 25 décembre 1803.
Transformé ensuite en école pour infirmières, il connaît aujourd'hui une nouvelle affectation en abritant le musée de la vie bourguignonne Perrin de Puycousin. L'église du monastère qui prit le nom d'église Sainte-Anne abrite depuis 1979 le musée d'Art sacré de Dijon.

## Abbesses

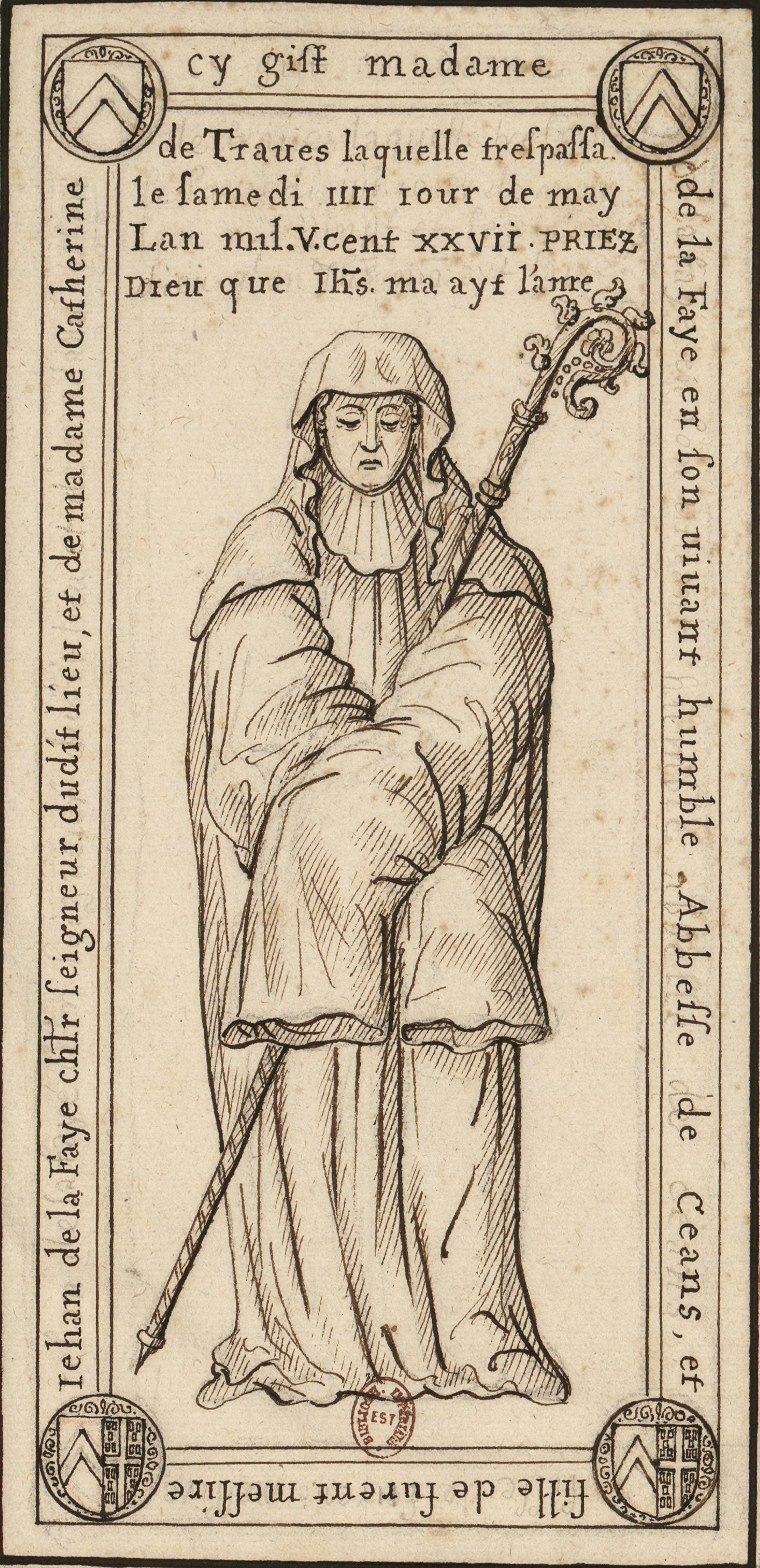
Jeanne IV de La Faye.

- 1125-1163 : Élisabeth I de Donzy de Vergy.
- 1163-1164 : Alide.
- 1164-1180 : Catherine I.
- 1180-1204 : Élisabeth II.
- 1204-1210 : Béatrice.
- 1210-1246 : Adeline de Fontaines.
- 1246-1263 : Guillemette.
- 1263-1290 : Élisabeth III de Chaulet de Pontaillé.
- 1290-1296 : Isabelle I.
- 1296-1313 : Jeanne I.
- 1313-1342 : Agnès I de Chaudenay.
- 1342-1363 : Catherine II de Pontailler. Elle est la fille de Guillaume, seigneur de Pontailler et vicomte de Dijon, et d'Alix de Mailly-sur-Saône.
- 1363-13?? : Isabelle II d'Orrières.
- 13??-1393 : Jeanne II de Saint-Rémy.
- 1393-1407 : Catherine III de Marey.
- 1407-1423 : Marguerite I de Marey.
- 1423-1467 : Jeanne III de Courcelles de Pourlant.
- 1467-1495 : Catherine IV de Trodedant.
- 1495-1527 : Jeanne IV de La Faye.
- 1527-1542 : Catherine V de Chissey.
- 1542-1575 : Marguerite II de Chissey.
- 1575-1607 : Claudine I de La Tournelle[19].
- 1607-1618 : Anne I de Boisset.
- 1618-1629 : Jeanne V Françoise de Courcelles de Pourlant, en religion sœur Jeanne de Saint-Joseph.
- 1629-1632 : Marie I de Toulorge[20].
- 1632-1637 : Agnès II Arnauld de La Mothe-Villeneuve d'Andilly.
- 1637-1643 : Jeanne V Françoise de Courcelles de Pourlant.
- 1643-1646 : Marthe de La Tournelle.
- 1646-1651 : Jeanne V Françoise de Courcelles de Pourlant.
- 1651-1656 : Marie II Meunier.
- 1656-1659 : Madeleine de Militin de Layet.
- 1659-1665 : Christine d'Arvisenet.
- 1665-1671 : Catherine VI Courtot.
- 1671-1675 : Christine d'Arvisenet.
- 1675-1683 : Claire Messié de Saint-Antoine.
- 1683-1687 : Catherine VI Courtot.
- 1687-1694 : Claudine II Fevret de Saint-Mesmin.
- 1694-1700 : Anne II Aimée de La Michodière.
- 1700-1707 : Dorothée-Vivande Quarré d'Aligny de Châteauregnault[21].
- 1707-1713 : Claudine II Fevret de Saint-Mesmin.
- 1713-1719 : Dorothée-Vivande Quarré d'Aligny de Châteauregnault.
- 1719-1725 : Claudine II Fevret de Saint-Mesmin.
- 1725-1731 : Anne III Françoise Tisserand.
- 1731-1790 : Claudine III Françoise-Michèle Gagne de Perrigny.

Source : Gallia Christiana

## Religieuses connues
(liste non exhaustive)
- Après 1138 - Adélaïde de Louvain, (morte en 1158) fille d'Henri III, comte de Louvain et de Gertrude de Flandre, et veuve de Simon Ier, duc de Lorraine (vers 1096-1138)[22], moniale.
- Au XIIe siècle, Agathe et Bertha de Lorraine, filles des précédents[23], moniales.
- Vers 1142 - Adeline, moniale, puis abbesse de Poulangy en 1157, et apparentée à Saint Bernard. (Est-elle la fille de Guy de Châtillon-sur-Seine, seigneur de Fontaines-les-Dijon et sœur d'Élisabeth, dame de Fontaine-les-Dijon, femme de Barthélemy de Sombernon[24]?
- En 1357 - Agnès de Latrecey[25], moniale.
- Guiotte de Marey, morte après le 19 janvier 1390[26], moniale.
- Marguerite de Marey, sœur cadette de la précédente[27], moniale puis abbesse en 1407.
- Claude de La Tournelle, novice à Tart, morte le 9 juin 1618[28].
- Vers 1623 - Jeanne de La Tournelle, moniale puis coadjutrice de l'abbesse Jeanne de Pourlans.
- Vers 1623 -  Anne de Boisselet (ancienne abbesse de Tart), Nicole de La Tournelle (1601-1632), les sœurs Coutier, de Lugny, de Maizières, de Hugon, de La Gandrie, Marie de Toulorge ou Thoulorge (future abbesse en 1629), Marguerite de Boisselet, Françoise de Longueval, Lucrèce de Mélitin de Lagot, Marguerite de Coraille, Marguerite Dugon, Guillemette Belrien, Catherine de Grantrye, et Madeleine Chevalier, entre autres[29],[30], toutes noniales.
- Vers 1749 - Antoinette-Geneviève Quarré d'Aligny de Jully, née le 12 avril 1730[31].